# Nellie Ettison
Nellie Ettison er en dansk sangerinde.
I en længere årrække sang Ettison i The Antonelli Orchestra til tv-programmet Vild med dans.
Ettison har været i front på Thomas Helmigs danmarksturné, hvor hendes "stærke soulstemme" blev fremhævet. Hun har også sunget med Kaidi Thatham i forbindelse med Copenhagen Street Jazz i 2017 på Papirøen.
Derudover har hun optrådt med blandt andre Filur, Grace Jones, Cher, George Duke og Gloria Gaynor.
Ettison står som dirigent og solist i Gentofte Gospel Choir. Hun har lagt stemme til filmene Prinsessen og Frøen fra 2010, Turbo fra 2013 og filmatiseringen af Løvernes Konge fra 2019.

## Privat
Ettison har en dansk mor og en nigeriansk far og er vokset op i Søborg og Gentofte.
Hun har dannet par med DJ’en Morten Lytzen.
Hun danner par med erhvervsmanden Ole Damm, med hvem hun har en datter. 